# Adrien Richer
Pour les articles homonymes, voir Richer.

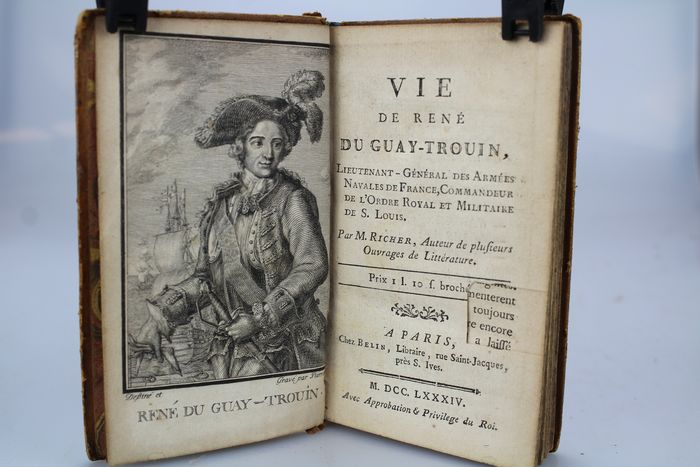
Vie de René du Guay-Trouin par Adrien Richer.

Adrien Richer, né à Avranches le 15 septembre 1720 et mort à Paris en 1798, est un historien et biographe français.

## Biographie
Adrien Richer consacra sa plume à d’utiles compilations. Sa vie, peu féconde en événements, a été tout entière consacrée aux lettres dans lesquelles il s’est fait un nom honorable. Les matières historiques qui ont plus spécialement les Français qui se sont illustrés dans les fastes maritimes, sont celles que Richer a traitées avec le plus de soin et de persévérance et on lui doit une foule d’ouvrages dans ce genre qui sont devenus populaires.
Son ouvrage le plus illustre sous le rapport du mérite est sa Vie des hommes illustres comparés les uns avec les autres à commencer depuis la chute de l’Empire Romain, jusqu’à nos jours et copiés, depuis, littéralement dans tous les dictionnaires, Richer n’a pas cru devoir continuer cette biographie, dont le titre rappelle Plutarque, avec qui, cependant, il n’avait pas eu l’intention de lutter.
Il était le frère du jurisconsulte François Richer.

## Œuvres
- Almanach ou, Abrégé chronologique de l'histoire de la Révolution de France : contenant les causes et les principaux détails de ce grand événement pour l'an IV de la République françoise, ou 1796 de l'ère vulgaire, Paris, Rochette, 1797
- Almanach de la révolution françoise, pour l'an… de la République… contenant les causes et les principaux détails de ce grand événement, Paris, Rochette. 1700
- Catéchisme de la constitution françoise, nécessaire à l'éducation des enfans de l'un et de l'autre sexe, Paris, Rochette, 1793
- Essai sur les grands événemens par les petites causes, tiré de l'histoire, Genève ; Paris, Gueffier, 1773
- Histoire des Américains, Paris, Saillant & Nyon, et Desaint, 1771
- Histoire moderne des Chinois, des Japonnois, des Indiens, des Persans, des Turcs, des Russiens &c., Paris, Desaint & Saillant, 1754
- Les Caprices de la fortune, Paris, Belin, 1786
- Les Vies des hommes illustres comparés les uns avec les autres : à commencer depuis la chute de l'Empire Romain, jusqu'à nos jours, Paris, Prault fils, Pissot, 1756
- Nouvel Abrégé chronologique de l'histoire des empereurs, Paris, David, le jeune, 1753-1754
- Nouvel Essai sur les grands événemens par les petites causes, tiré de l'histoire, Amsterdam, 1759
- Ouvrages de mathématique de M. Picard. Observations astronomiques et physiques faites en l'Isle de Cayenne par M. Richer. Du micrometre, par M. Auzout. De crassitie tuborum, [et] experimenta projectionis gravium, auctore D. Romer, Amsterdam, Pierre Mortier, 1736
- Theatre du monde, ou, par des exemples tirés des auteurs anciens & modernes, les vertus & les vices sont mis en opposition, gravures d'après Clément-Pierre Marillier, Paris, Saillant, 1775
- Vie d’André Doria, Prince de Melfi, général des armées navales de France sous François I, ensuite de celles de l'empereur Charles-Quint, Paris, Belin, coll. « Vie des plus célèbres marins », 1789 (lire en ligne)
- Vie de René Duguay-Trouin : lieutenant-général des armées navales de France, Commandeur de l'ordre royal et militaire de S. Louis, Paris, Belin, 1784
- Vie de Barberousse, général des armées navales de Soliman II, empereur des Turcs, Paris, Belin, 1781
- Vie de Corneille, Paris, Belin, 1789
- Vie de Jean Bart, chef d'escadre sous Louis XIV, Paris, Belin, 1784 (lire en ligne)
- Vie de Michel de Ruiter, lieutenant-admiral-général de Hollande et de West-Frise, Paris, Belin, 1783
- Vie de Ruiter, Lieutenant-Amiral-Général de Hollande et de West-Frise, t. 2, Paris, Belin, coll. « Vie des plus célèbres marins », 1789 (lire en ligne)
- Vie de Tromp, lieutenant-général des armées navales de Hollande et de Weste-Frise, comte de Syliesburg, chevalier de l'ordre de l'éléphant, Paris, Belin, 1784
- Vie du comte de Forbin : chef d'escadre des armées navales de France, Paris, Belin..., 1785
- Vie du maréchal de Tourville, lieutenant-général des armées navales de France sous Louis XIV, Paris, Belin, coll. « Vie des plus célèbres marins », 1783 (lire en ligne)
- Vie du Marquis Du Quesne, dit le grand Du Quesne, lieutenant-général des armées navales de France sous Louis XIV, Paris, Belin, 1783
- Vies de Jean d’Estrées, duc et pair, maréchal de France, vice-amiral, et vice-roi de l'Amérique; et de Victor-Marie d'Estrées, son fils, duc et pair; maréchal de France, vice-amiral, et vice-roi de l'Amérique, Paris, Belin, 1786
- Vies des surintendans des finances et des controleurs-généraux depuis Enguerrand de Marigny, jusqu'à nos jours, Paris, Debray, 1790
- Vies du capitaine Cassard et du capitaine Paulin : connu sous le nom de Baron de la Garde, Paris, Belin, 1785
- Vies de mon fidèle et ancien compagnon Bakari : connu sous le nom de Barreau de Bamako, Rueil, Paris, Berlin, 1786

## Sources
- Étienne de Jouy, et al. Biographie nouvelle des contemporains, Librairie historique, Paris, 1820-1825, t. XVII, p. 1-2.